# Circonscription de Taroudant-Sud
 (avril 2025).
La circonscription de Taroudant-Sud est l'une des deux circonscriptions législatives marocaines de la province de Taroudant située en région Souss-Massa. Elle est représentée dans la Xe législature par Abdeljalil Meskine, Mohamed Ourriche, Mohamed Bouhdoud et Zineb Kayouh.

## Historique des députations
| Législature | Début de mandat  | Fin de mandat    | Députés élus | Députés élus           | Députés élus | Députés élus           | Députés élus | Députés élus           | Députés élus | Députés élus             |
| ----------- | ---------------- | ---------------- | ------------ | ---------------------- | ------------ | ---------------------- | ------------ | ---------------------- | ------------ | ------------------------ |
| IXe         | 26 novembre 2011 | 7 octobre 2016   |              | Mohamed Bouhdoud (RNI) |              | Lahcen Amrouch (PI)    |              | Abdeslam Soussi (PI)   |              | Mohamed Ourriche (PJD)   |
| Xe          | 8 octobre 2016   | 8 septembre 2021 |              | Mohamed Bouhdoud (RNI) |              | Ali Kayouh (PI)        |              | Mohamed Ourriche (PJD) |              | Abdeljalil Meskine (PJD) |
| XIe         | 9 septembre 2021 | ?                |              | Mohamed Bouhdoud (RNI) |              | Abdessamad Kayouh (PI) |              | Ibrahim Ajnine (PJD)   |              | Khalid Hatimi (PAM)      |

## Historique des élections

### Découpage électoral d'octobre 2011

#### Élections de 2016
| Parti              | Parti                                                       | Voix    | %      | Député(s) élus   |  |
| ------------------ | ----------------------------------------------------------- | ------- | ------ | ---------------- |  |
|                    | Parti de la justice et du développement (PJD)               | 40 643  | 38,89  | Mohamed Ourriche |  |
| Abdeljalil Meskine | Parti de la justice et du développement (PJD)               | 40 643  | 38,89  |                  |  |
|                    | Parti de l'Istiqlal (PI)                                    | 26 115  | 24,99  | Ali Kayouh       |  |
|                    | Rassemblement national des indépendants (RNI)               | 15 592  | 14,92  | Mohamed Bouhdoud |  |
|                    | Parti authenticité et modernité (PAM)                       | 12 705  | 12,16  |                  |  |
|                    | Union socialiste des forces populaires (USFP)               | 5 403   | 5,17   |                  |  |
|                    | Mouvement populaire (MP)                                    | 837     | 0,80   |                  |  |
|                    | Parti du centre social (PCS)                                | 817     | 0,78   |                  |  |
|                    | Fédération de la gauche démocratique (FGD)                  | 661     | 0,63   |                  |  |
|                    | Union constitutionnelle (UC)                                | 408     | 0,39   |                  |  |
|                    | Parti de l'environnement et du développement durable (PEDD) | 395     | 0,38   |                  |  |
|                    | Front des forces démocratiques (FFD)                        | 380     | 0,36   |                  |  |
|                    | Mouvement démocratique et social (MDS)                      | 144     | 0,14   |                  |  |
|                    | Parti Al Ahd Addimocrati (AHD)                              | 138     | 0,13   |                  |  |
|                    | Parti du progrès et du socialisme (PPS)                     | 127     | 0,12   |                  |  |
|                    | Parti de la réforme et du développement (PRD)               | 80      | 0,08   |                  |  |
|                    | Parti de la société démocratique (PSD)                      | 68      | 0,07   |                  |  |
|                    |                                                             |         |        |                  |  |
| Inscrits           | Inscrits                                                    | 222 463 | 100,00 |                  |  |
| Abstentions        | Abstentions                                                 | 117 950 | 53,02  |                  |  |
| Exprimés           | Exprimés                                                    | 104 513 | 46,98  |                  |  |

Le député Ali Kayouh (PI) démissionne en avril 2018 pour des raisons de santé et cède son siège à sa seconde de liste Zineb Kayouh.

#### Élections de 2021
| Parti       | Parti                                         | Voix    | %      | Députés élus      |  |
| ----------- | --------------------------------------------- | ------- | ------ | ----------------- |  |
|             | Rassemblement national des indépendants (RNI) | 47 450  | 31,58  | Mohamed Bouhdoud  |  |
|             | Parti de l'Istiqlal (PI)                      | 40 762  | 27,13  | Abdessamad Kayouh |  |
|             | Parti authenticité et modernité (PAM)         | 27 517  | 18,31  | Khalid Hatimi     |  |
|             | Parti de la justice et du développement (PJD) | 19 657  | 13,08  | Ibrahim Ajnine    |  |
|             | Union socialiste des forces populaires (USFP) | 11 875  | 7,90   |                   |  |
|             | Mouvement populaire (MP)                      | 925     | 0,62   |                   |  |
|             | Parti marocain libéral (PML)                  | 459     | 0,31   |                   |  |
|             | Alliance de la fédération de gauche (AGD)     | 349     | 0,23   |                   |  |
|             | Parti socialiste unifié (PSU)                 | 318     | 0,21   |                   |  |
|             | Parti du progrès et du socialisme (PPS)       | 297     | 0,20   |                   |  |
|             | Parti des Néo-Démocrates (PND)                | 205     | 0,14   |                   |  |
|             | Parti de l'unité et de la démocratie (PUD)    | 204     | 0,14   |                   |  |
|             | Parti du centre social (PCS)                  | 145     | 0,10   |                   |  |
|             | Parti de l'Espoir (PE)                        | 106     | 0,07   |                   |  |
|             |                                               |         |        |                   |  |
| Inscrits    | Inscrits                                      | 259 801 | 100,00 |                   |  |
| Abstentions | Abstentions                                   | 109 532 | 42,16  |                   |  |
| Exprimés    | Exprimés                                      | 150 269 | 57,84  |                   |  |